# Ad Wolgast

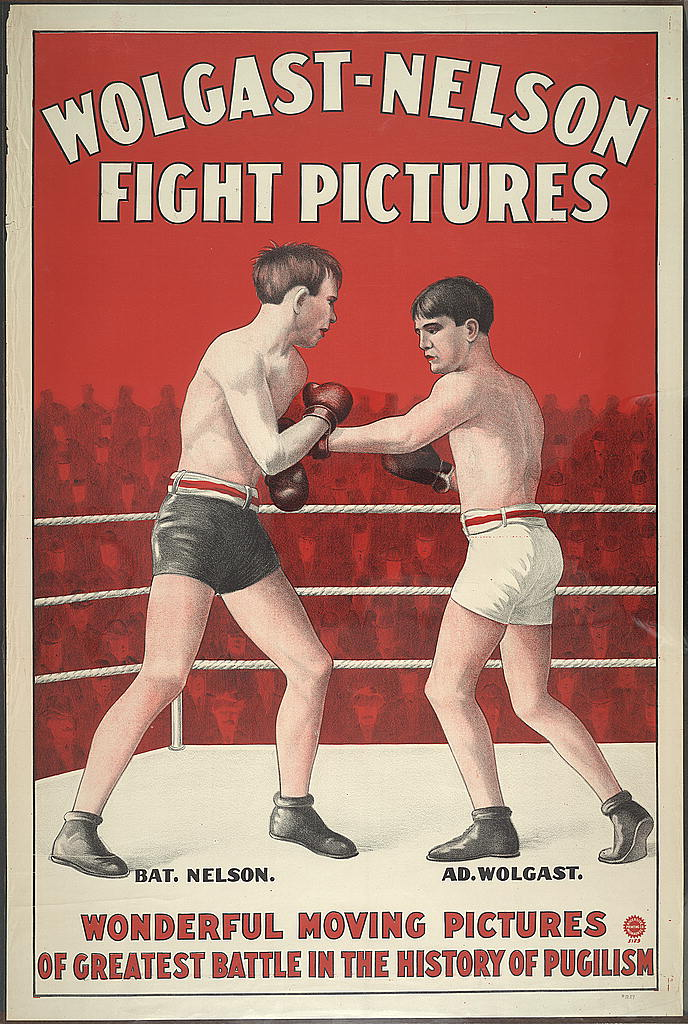

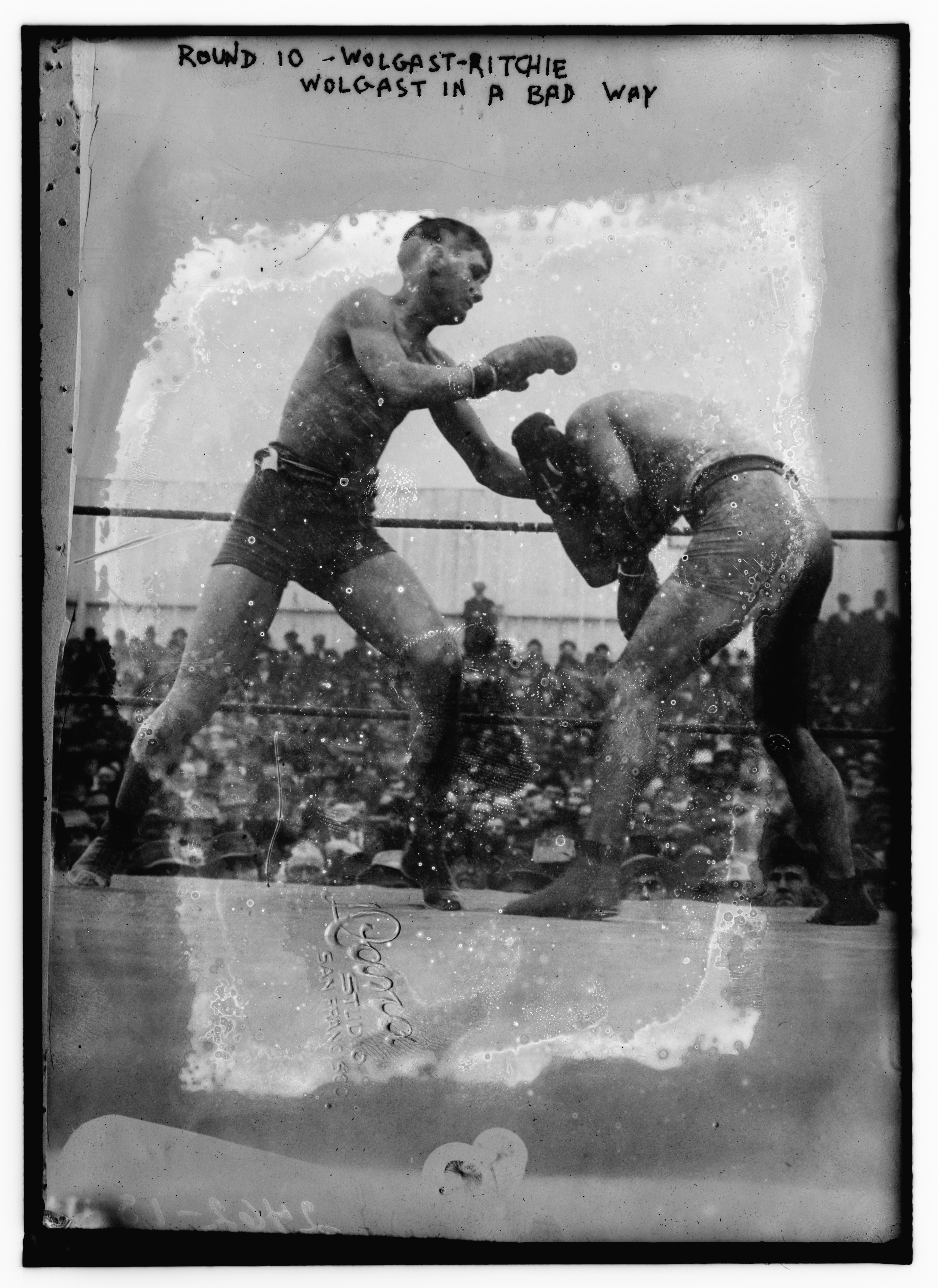

Ad Wolgast est un boxeur américain né le 8 février 1888 à Cadillac, Michigan, et mort le 14 avril 1955 à Camarillo, Californie.

## Carrière
Il devient champion du monde des poids légers le 22 février 1910 en battant par arrêt de l'arbitre au 40e round Battling Nelson. Nelson défend 6 fois son titre avant de s'incliner par disqualification au 16e round contre Willie Ritchie le 28 novembre 1912.

## Distinction
- Ad Wolgast est membre de l'International Boxing Hall of Fame depuis 2000[2].